# Stefano Orsetti
Stefano Orsetti, francoski general, * 1668, † 1720.